# Булычев, Сергей Васильевич
Сергей Васильевич Булычев (род. 4 января 1963 года) — российский государственный и политический деятель, председатель Калининградской областной думы (2006—2011).

## Биография
Родился 4 января 1963 года в Быхове Могилёвской области (Белоруссия) в семье военного лётчика. Отец, Булычев Василий Гаврилович — участник Великой Отечественной войны, участвовал в штурме Кёнигсберга и после войны продолжал службу в армии. Мать, Ирина Максимовна, по образованию медицинская сестра, умерла в 2000 году. Родители похоронены в городе Речице Гомельской области.
В 1978 году с отличием окончил Минское суворовское военное училище, в 1984 году — Киевское высшее общевойсковое командное училище им М. В. Фрунзе.
Служил в мотострелковых войсках в Киевском военном округе, в Республике Афганистан, на Дальнем Востоке на должностях командира взвода, командира роты, заместителя командира батальона. В Афганистане был командиром роты 149-го мотострелкового полка 201-й мотострелковой дивизии. В отставку вышел в звании майора.
После увольнения из армии окончил Академию государственной службы при Президенте РФ. Работал начальником предприятий ЖКХ, заместителем главы, главой управы района Бибирево города Москвы.
С октября 2005 года, после назначения Георгия Бооса на пост губернатора — министр развития инфраструктуры в Правительстве Калининградской области.
В 2006 году избран депутатом областной думы четвёртого созыва от Черняховского избирательного округа № 14, и тогда же — председателем Калининградской областной думы.
Является также лидером фракции «Единая Россия» в областной думе, был руководителем региональной организации партии «Единая Россия». В связи с событиями в Калининграде в начале 2010 года предполагалось, что на него будет возложена ответственность за неготовность партии к диалогу с населением. В мае того же года Булычёв подал в отставку с поста секретаря политсовета регионального отделения партии.
30 октября 2012 года указом губернатора Калининградской области назначен исполняющим обязанности министра по муниципальному развитию.
В августе 2013 года покинул должность министра по муниципальному развитию и внутренней политике Калининградской области по собственному желанию.
22 января 2016 года назначен исполняющим обязанности заместителя Губернатора — Председателя Правительства Севастополя. С 18 августа 2017 года — исполняющий обязанности главы администрации Черняховского городского округа Калининградской области, с 23 ноября 2017 года — глава администрации Черняховского городского округа. Является секретарем черняховского местного отделения партии «Единая Россия»
Награждён орденом Красной Звезды, орденом Сергия Радонежского Русской православной церкви.